# Poczty klasztorne
Uzasadnienie: oba krótkie artykuły zasadniczo dotyczą (pre)poczty organizowanej przez benedyktynów na Śląsku
Poczty klasztorne lub Poczta mnichów – instytucja pocztowa, która w Europie swój rozkwit datuje na koniec IX wieku. Klasztory oraz opactwa prowadziły w ramach swoich organizacji częstą wymianę korespondencji, składały raporty do swoich przełożonych w kraju i Watykanu. Funkcję posłańców pełnili przeważnie bracia świeccy.
Najsprawniejszą średniowieczną pieszą pocztą dysponował zakon Benedyktynów, rozwinął i utrzymywał połączenia pomiędzy Krakowem, Śląskiem, Czechami, Węgrami i Francją. Zakonnicy wędrowali po Europie żyjąc z jałmużny, przekazywali zasłyszane wiadomości i powierzone im listy lub pieniądze. W trosce o utrzymanie poczt zakony wznosiły na terenach słabo zaludnionych schroniska dla swych posłańców.